# Xã Atwood, Quận Rawlins, Kansas
Xã Atwood (tiếng Anh: Atwood Township) là một xã thuộc quận Rawlins, tiểu bang Kansas, Hoa Kỳ. Năm 2010, dân số của xã này là 1.230 người.